# シガ

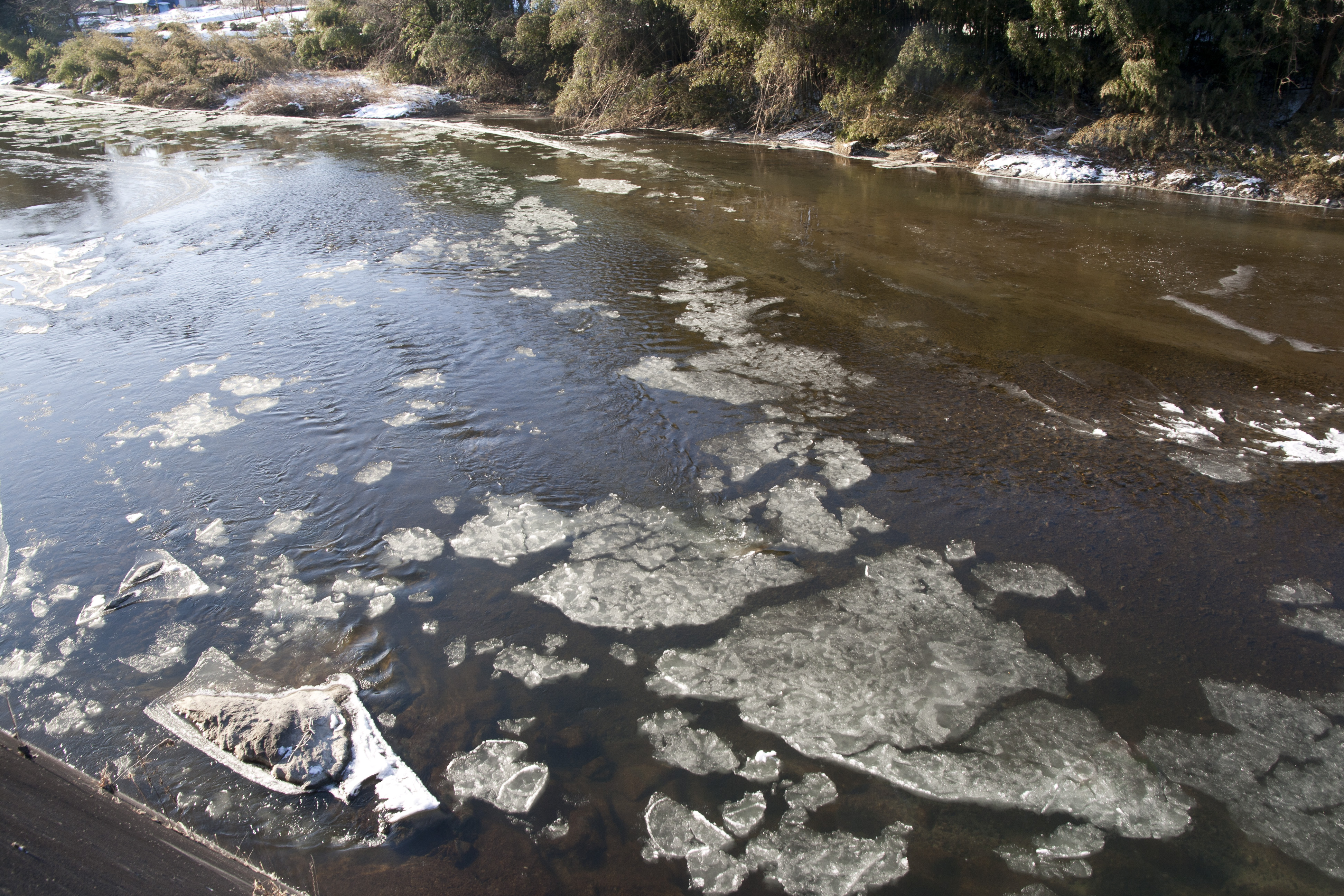
久慈川のシガ（茨城県久慈郡大子町）

シガとは、河氷の一種で厳冬期に気温と川の水温が適度に低くなると、水面に無数のシャーベット状の氷が現れ、その氷はそのまま川の流れに乗って流れる現象である。河川の流下断面積を減少させるため、用水路の取水障害を発生させることがある。
日本での発生地域として、福島県と茨城県を流れる久慈川上流部の矢祭町から大子町袋田付近にかけての約15kmの区間があげられるが、これは世界的に見ても、比較的低緯度の地域で発生する流氷現象である。
学術的には晶氷、あるいは氷晶と表す。なお、氷花、あるいは氷華と表記する例も見られるが、これらは漢字の当て字である。
古来には川底の石の表面に氷ができ、それが浮かび上がる現象と言われてきたが、これは発生原因を正しく表したものではない。
発生の初期段階においては、川の水温が0℃近くまで下がると、水面付近にある厚さ数mmの熱境界水層で水が局所的に冷却されて氷となり、川面を流れ始める。その状態がさらに進むと川全体が過冷却となり、水面から露出する石の周囲や川岸、川底に氷が形成されることもあるが、大半は水面由来のものである。また、北海道などの寒冷地では水面上への降雪によって生じる。この降雪によって生じた晶氷は比較的柔らかい。